# Ночные волки
«Ночные волки» — существующий с 1989 года первый официальный в СССР байкерский клуб, существующий и поныне в России как зарегистрированная в 1995 году общественная некоммерческая организация «Русские мотоциклисты». Имеет Байк-центр в Нижних Мнёвниках в Москве.
Из-за аннексии Крыма и вторжения России на Украину мотоклуб находится под международными санкциями всех стран Евросоюза, США, Украины и Швейцарии.

## История, мероприятия и отношения клуба
Основан 31 мая 1989 года  в Москве. В обществе байк-группировка неоднократно называлась хулиганами ввиду нарушения общественного порядка при ночных мотопробегах по улицам Москвы с шумом от мощных мотоциклов без глушителей. Байк-клуб сотрудничал с также неформальными в СССР рок-клубами (в том числе с первым в СССР рок-клубом Секстон), байкеры приглашались для охраны рок-концертов. Были утверждения, что байкеры также занимались неофициальной охраной бизнеса (т. н. крышеванием), хотя до уголовных дел не доходило. Позднее клуб также создаёт «Тату-Центр» и проводит в 1995 году первую в России международную тату-конференцию.
С 1992 года — член международного байк-движения. Клуб имеет множество региональных отделений в России, в том числе на Сахалине, и ряд зарубежных отделений — в Белоруссии, Украине, Болгарии, Северной Македонии, Сербии, Румынии. В то же время с рядом отечественных и иностранных (в том числе с их филиалами в России, напр., «Ангелы ада» и Bandidos MC) байк-клубов (по некоторым утверждениям, противодействуя их расширению или деятельности), а также других творческих и неформальных групп (например, Элизиум и др.) «Ночные волки» имеют напряжённые отношения вплоть до эксцессов (см. ниже).
У мотоклуба существует клуб-побратим — пилотажная истребительная группа «Русские витязи».
Клуб проводит ежегодные байк-шоу и байк-фестивали, привлекая к выступлениям рок-группы. Первые байк-шоу клуба (и страны) проводились в Подмосковье, далее байк-фестивали организовывались в Калининграде при поддержке губернатора Георгия Бооса. В последние годы (в том числе ещё до аннексии Крыма Российской Федерацией) главный байк-фестиваль проводится в Севастополе у подножья горы Гасфорта.
По утверждениям клуба, регулярно проводятся детские мероприятия (новогодние ёлки) и другие проекты, посвящённые памятным датам календаря. Организована работа с детскими домами, интернатами и рядом городских молодёжных организаций.
В 1999 году клуб открыл в Москве Байк-центр с гигантским памятником мотоциклу перед ним и ночным клубом. При клубе существует с 1995 года подразделение «Wolf Engineering», состоящее из механиков-любителей и занимающееся сборкой и ремонтом мотоциклов. Этим подразделением был разработан и выпущен мотоцикл «Урал-Волк», а также кастом-мотоциклы, выставляющиеся на тематических выставках. Клуб выпускает линию одежды для байкеров «Wolf Wear». C 2001 года при клубе организована спортивная команда Wolf Racing, развивающаяся в дисциплинах: авто- и моторалли («Шелковый путь», «Дакар» и др.), Автотрофи, Мотокросс, Эндуро, Аквабайк. Основной техникой клуба являются мотоциклы Harley-Davidson. В мае 2015 года отделение мотоклуба было открыто в Чечне, а почётным лидером отделения стал Глава республики Рамзан Кадыров.
Клуб имеет строгую вертикаль власти, закреплённую Уставом, и насчитывает, по собственным заявлениям, около 5 тысяч человек. Членами клуба не могут быть лесбиянки, трансгендеры, наркоманы, наркодилеры, гомосексуалисты, сатанисты. Членские взносы добровольные, не являются условием пребывания в клубе. Лидер (президент) клуба не переизбирается, с момента основания им бессменно является Александр «Хирург» Залдостанов.
Члены клуба неоднократно оказывались в ситуациях, требующих разбирательства правоохранительных органов, включая езду лидера и других байкеров без шлемов и инциденты со стрельбой (например, у байк-центра в Москве в марте 2015 года и в Зеленограде в октябре 2012 года — см. ниже).

### Конфликт с клубом «Три дороги»
В ночь на 20 октября 2012 года в Зеленограде произошла перестрелка между представителями «Ночных волков» и другого байкерского клуба — «Три дороги». В результате один человек погиб, двое получили ранения. По данным некоторых СМИ, около 70 представителей «Ночных волков» прибыли на территорию гаражного комплекса, где располагался автосервис «Три дороги», с целью «расшить» байкеров «Три дороги». После подобной процедуры, когда срывается символика, клуб перестаёт существовать.
В то же время, один из активистов «Ночных волков» заявил, что его одноклубники приехали для того, чтобы пригласить байкеров из «Трёх дорог» на закрытие мотосезона, а те сразу открыли огонь.
На официальном сайте «Ночных волков» опубликовано заявление для прессы, в котором утверждается, что силового столкновения между представителями мотоклубов не было, а «Валерий Белый … погиб, пытаясь обезоружить человека, в невменяемом состоянии ведущего огонь из ружья по всем вокруг».
По факту смерти Валерия «Белого» Родителева Следственный комитет РФ возбудил уголовное дело. По подозрению в убийстве арестован член мотоклуба «Три дороги» Юрий Некрасов. Ведётся следствие.
28 марта 2014 года судья Олег Гривко по результатам заседания посчитал правдивыми показания «Трёх дорог» и признал Некрасова виновным по ч. 1 ст. 114 («Причинение тяжкого вреда здоровью при превышении пределов необходимой обороны»), максимальный срок наказания по которой составляет год лишения свободы. Таким образом, суд переквалифицировал статью обвинения со статьи ч. 4 ст. 111 («Умышленное причинение тяжкого вреда здоровью, повлёкшее по неосторожности смерть потерпевшего»), а также по ст. 115 («Причинение лёгкого вреда здоровью») УК РФ. Некрасова освободили в зале суда. Таким образом, в суде был достоверно установлен факт нападения членов «Ночных волков» на представителей клуба «Три дороги». В настоящее время по факту нападения на мотоциклистов из «Трёх дорог» возбуждено уголовное дело, которое расследуется Следственным комитетом Зеленограда. Трансляции показаний свидетелей из зала суда опубликованы на нескольких новостных порталах.

### Посещение Болгарии в 2016 году
|  | Запись пресс-конференции «Ночных волков» в Софии (на русском и болгарском языках) |

- Встреча «Ночных волков» перед Храм-памятником Александра Невского в Софии и пресс-конференция в РКИЦ

## Гражданская позиция, связь с политикой и православием
В последние годы клуб обрёл репутацию националистического, так как сменил латинские надписи на символику на русском языке и именует себя не байкерами, а русскими мотоциклистами, участвует в мероприятиях и делает заявления соответствующей направленности, активно контактирует с именующими себя патриотами политиками, движениями и артистами (в том числе с Кадыровым и т. д.), а также согласовывает открытие мотосезона и прочие акции с православным календарём и сотрудничает с Русской Православной Церковью.
Впервые байкеры приняли активное участие в политической акции весной 2008 года, когда приехали колонной на Васильевский спуск в Москве на концерт, посвященный победе на президентских выборах Дмитрия Медведева.
В июле 2009 года в Севастополе прошёл крестный ход с участием Андрея Кураева и байкеров «Ночные волки».
В декабре 2009 года представители московских байкеров заявили о намерении стать неофициальной охраной московского православного храма святого Фомы.
В апреле 2012 года был организован автомотопробег «в поддержку Патриарха Кирилла, Русской Православной Церкви и традиционных ценностей Российской цивилизации» под лозунгами: «Стреляют в Патриарха — целят в Россию», «Вера, Церковь, Родина», «Россия навсегда».
В сентябре 2012 года байкеры приняли участие в церемонии открытия памятного знака в честь дружбы народов России и Украины в Дергачёвском районе Харьковской области в селе Русская Лозовая.
В апреле 2013 года члены клуба приняли участие в благоустройстве территории Херсонеса в Севастополе.
В июне 2014 года Ночные волки преподнесли Троице-Сергиевой Лавре в Сергиевом Посаде два колокола, отлитые на собранные байкерами деньги.
Начиная с первого визита в Байк-центр в 2011 году в бытность премьер-министром, с членами клуба неоднократно встречался, а также подарил клубу флаг Российской Федерации и немного поучаствовал в мотопробеге клуба президент России Владимир Путин. «За активную работу по патриотическому воспитанию молодёжи» лидер клуба был награждён в 2013 году орденом Почёта и называет себя другом Путина. Байк-фестивали клуба в Севастополе поддерживаются администрацией президента, а также есть утверждения о государственном финансировании клуба (до «нескольких сотен миллионов рублей в год»). Кроме того, согласно Распоряжению Путина № 243 от 25.07.2014 «Об обеспечении в 2014 году государственной поддержки некоммерческих неправительственных организаций, участвующих в развитии институтов гражданского общества и реализующих социально значимые проекты» по результатам соответствующего конкурса для заявленной цели «Практическая часть исследования связана с разработкой новых форм и методов, направленных на развитие традиционных духовных ценностей среди молодёжи и в целом в обществе и воплощение их в жизнь на мероприятиях, проводимых русскими мотоциклистами» некоммерческая неправительственная организация «Русские мотоциклисты» при клубе получила президентский грант в размере 7 млн рублей «на исследования мотоциклетной культуры России».
В период массовых антиправительственных выступлений на Украине (Евромайдана) и последовавших захватов антиправительственными активистами административных зданий в январе 2014 года, «Ночные волки», как один из «отрядов самообороны Крыма», установили дежурство у здания Севастопольской администрации, охраняя его от возможного штурма оппозиционными активистами, и патрулировали улицы и дороги совместно с «вежливыми людьми», а также помогали тайно вывезти с Украины и перебраться в Россию группе должностных лиц бывшего правительства Украины. По некоторым данным, некоторые члены клуба участвовали в войне на Донбассе и наборе добровольцев на неё. Лидер клуба стал одним из основателей российского движения «Антимайдан» и заявил, что готов прибегнуть к насилию, чтобы остановить антиправительственные акции протеста.
В декабре 2014 года лидер клуба написал обращение к мэру Москвы Сергею Собянину с просьбой переименовать в «Полуостров Крым» будущую станцию «Мнёвники» Третьего пересадочного контура Московского метрополитена.

В апреле—мае 2015 года «Ночные волки» попытались провести так называемый «мотопробег Победы „На Берлин!“», посвящённый «70-й годовщине Победы в Великой Отечественной войне», по городам Белоруссии, Польши, Чехии, Словакии, Австрии и Германии. Предполагалось, что в мотопробеге будет участвовать группа из более двух десятков байкеров во главе с лидером и нескольких машин сопровождения. Мотопробег был раскритикован как провокация властями Германии, Польши, Литвы, Чехии и Словакии. 27 апреля основную часть группы обыскали и не пропустили на территорию Польши и Евросоюза, а также в последующие дни и другие члены группы не были допущены на территорию Германии и Литвы. После обыска основная часть группы вернулась в Россию, а мотопробег продолжили из Словакии оказавшиеся в шенгенской зоне через Чехию несколько «Ночных волков» в сопровождении дипломатической машины МИДа России и местных байкеров.
- Владимир Путин на мотопробеге «Ночных волков» по Крыму, 2010 год
- Владимир Путин на байк-фестивале «Ночных волков» в Севастополе, 2012 год
- «Ночные волки» возложили цветы к мемориалу советскому воину в Праге, 7 мая 2016

## Санкции
В декабре 2014 года со стороны США и Канады на клуб «Ночные волки» были наложены экономические санкции в связи с их активной поддержкой аннексии Крыма и войны на востоке Украины.
В апреле 2015 года большинству членов клуба неожиданно были аннулированы немецкие шенгенские визы, и им без объяснения причин было отказано во въезде в Польшу, Германию и Литву для проведения вышеуказанного «мотопробега Победы», на что МИД России выразил протест.
21 июля 2022 года, на фоне вторжения России на Украину, мотоклуб был включён в санкционные списки стран Евросоюза, так как данная организация «активно участвовала в российской военной агрессии против Украины, публично поддерживая аннексию Крыма в 2014 году и войну против Украины в 2022 году, активно распространяя антиукраинскую и пророссийскую пропаганду и борьбу, поддерживала пророссийские группировки в Украине после аннексии Крыма и российской войны против Украины в 2022 году». Евросоюз отмечает, что мотоклуб «является ключевым сторонником российского правительства, активно поддерживает российскую государственную пропаганду в России».
Также мотоклуб входит в санкционные списки Украины и Швейцарии.

## Критика
Негативное отношение Алексея Навального к этому клубу вызывали выигранные на конкурсной основе гранты. В частности — в 2013 году клуб получил 3,5 млн руб., в 2014 г. — 7 миллионов. Всего за полтора года в 2013—2014 годах, по словам Навального, «Ночные волки» и напрямую аффилированные с Залдастановым байкерские объединения получили 41 миллион рублей. В 2015 году «Ночные волки» выиграли на конкурсной основе гранты на сумму 56 млн руб., а также им был выдан в аренду земельный участок площадью 267 гектаров в Севастополе под реализуемую патриотическую и социальную деятельность.